# Marian Kałuski
Marian Kałuski (n. 1946, Chełmno, Voievodatul Cuiavia și Pomerania, Polonia) este un jurnalist, scriitor, istoric și călător polonez-australian. A  vizitat 90 de țări. 

## Biografie
A emigrat în Australia în 1964. S-a făcut remarcat în calitate de cercetător al istoriei diasporei poloneze (din Australia, din Europa de Est și din fostele provincii de graniță ale Uniunii statale Polono-Lituaniene) și al istoriei relațiilor polono-evreiești. 
În anii 1974-1977 a fost redactorul revistei Tygodnik Polski; împreună cu dr. Zbigniew Stelmach, a salvat revista de la lichidare în 1974 (revista este publicată până în ziua de azi și este singurul săptămânal polonez din Australia). A publicat sau publică, printre altele, în „Wiadomościach Polskich”, „Przeglądem Katolickim”, „Kulturze”, „Wiadomościach”, „Dzienniku Polskim”, „Dzienniku Żołnierza”, „Tygodniku Polskim”, „Orle Białym”, „Gazecie Niedzielnej”, „Pisarze.pl”, „Tygiel” și „KWORUM. Polsko-Polonijnej Gazecie Internetowej”. 
Este cofondator al asociațiai Studium Historii Polonii Australijskiej, pe care a condus-o din 1977. Datorită eforturilor depuse de el, Australia Post a emis în 1983 un timbru poștal, care comemorează meritele lui Paweł Edmund Strzelecki la cunoașterea geografică a Australiei. 
Este membru al Societății de Istorie din Australia, al Asociației Scriitorilor Australieni, al Asociației Jurnaliștilor Australieni și al Asociației de prietenie australo-chineză. 
În 1990 i-a fost acordată Crucea de Merit de către guvernul polonez în exil; distincția i-a fost înmânată în 1991, în numele președintelui Lech Wałęsa. A fost decorat în 2006 cu Medalia de argint a Asociației „Wspólnota Polska” din Varșovia și în 2018, cu ocazia serbării Centenarului redobândirii independenței de către Polonia, cu Ordinul Crucea Poloniei al Consiliului Mondial de Cercetare a Poloniei (Varșovia).

## Cărți publicate
- Jan Paweł II. Pierwszy Polak papieżem (Towarzystwo Przyjaciół KUL, Melbourne, 1979),
- Jan Paweł II. Pierwszy Polak papieżem (ediție adăugită, Promyk, Philadelphia, SUA, 1980),
- Sir Paul E. Strzelecki. The man who climbed and named Mt. Kosciusko (SHPA, Melbourne, 1981),
- Poles in Maitland - Polacy w Maitland (Maitland, 1983),
- The Poles in Australia (AE Press, Melbourne, 1985),
- Sir Paul E. Strzelecki. A Polish Count's Explorations in 19th Century Australia (AE Press, Melbourne, 1985),
- Litwa 600-lecie chrześcijaństwa 1387-1987 (Veritas, Londra, 1987),
- Ukraiński zamach na Polskie Sanktuarium Narodowe pod Monte Cassino (ZZW RP, Melbourne, 1987),
- Ukraiński zamach na Polskie Sanktuariam Narodowe pod Monte Cassino (cu o traducere extensivă în engleză, Koło Lwowian, Londra, 1989),
- Wypełniali przykazanie miłosierdzia. Polski Kościół i polscy katolicy wobec holocaustu (Varșovia, 2000),
- Cienie, które dzielą. Zarys stosunków polsko-żydowskich na Ziemi Drohobyckiej (Varșovia, 2000),
- W podzięce i ku pamięci Jankielom. Mały leksykon żydów-patriotów polskich (Varșovia, 2001),
- Polacy w Chinach (Pax, Varșovia, 2001),
- Polskie dzieje Gdańska do 1945 roku (Bernardinum, Pelplin, 2004),
- Polska-Chiny 1246-1996. Szkice z dziejów wzajemnych kontaktów (Verbinum, Varșovia, 2004),
- Polacy w Nowej Zelandii (Oficyna Wydawnicza Kucharski, Toruń, 2006),
- śladami Polaków po świecie (CD-ROM, Polonicum Machindex Institut, Fryburg, Elveția, 2008).
- Polonia katolicka w Australii (Oficyna Wydawnicza Kucharski, Toruń, 2010),
- Polski Centralny Ośrodek Społeczno-Sportowy w Albion 1984-2009 (Oficyna Wydawnicza Kucharski, Toruń, 2010),
- Polish Community and Sporting Centre in Albion (Melbourne) 1984-2009 (Oficyna Wydawnicza Kucharski, Toruń, 2010),
- Polskie dzieje Kijowa (Oficyna Wydawnicza Kucharski, Toruń, 2015),
- Włochy - druga ojczyzna Polaków. Powiązania Polski i Polaków z Rzymem, Watykanem, Florencją i Wenecją (Oficyna Wydawnicza Kucharski, Toruń, 2016),
- Polacy w Indiach i powiązania polsko-indyjskie (Oficyna Wydawnicza Kucharski, Toruń, 2016),
- Sprawy kresowe bez cenzury. Tom 1 (Oficyna Wydawnicza Kucharski, Toruń-Melbourne 2017, ISBN: 978-83-64232-20-6),
- Polska Italia, czyli śladem Polaków i poloników w Italii oraz powiązań polsko-włoskich (Oficyna „Aurora”, Varșovia, 2017, ISBN: 978-83-65193-10-0),
- W obronie dobrego imienia Polski i Polaków. W 2018 r. Polska utraciła niepodległość i suwerenność (Oficyny Wydawnicza Kucharski, Melbourne, 2018, ISBN 978-83-64232-30-5),
- Sprawy kresowe bez cenzury. Tom 2 (Oficyna Wydawnicza Kucharski, Toruń-Melbourne, 2018, ISBN: 978-83-64232-26-8),
- Sprawy kresowe bez cenzury. Tom III (Oficyna Wydawnicza Kucharski, Toruń-Melbourne, 2018, ISBN 978-83-64232-32-9),
- Sprawy kresowe bez cenzury. Tom IV (Oficyna Wydawnicza Kucharski, Toruń-Melbourne, 2018, ISBN 978-83-64232-35-0),
- Polskie Wilno 1919 - 1939 (Oficyna Wydawnicza Kucharski, Toruń-Melbourne, 2019, ISBN 978-83-64232-36-7),
- Terra Australis. Przyczynki do historii Polaków w Australii, Studium Historii Polonii Australijskiej, Melbourne, 2019, ISBN 978-83-64232-42-8).